# Sokoliwka (Kossiw)
Sokoliwka (ukrainisch Соколівка; russisch Соколовка Sokolowka, polnisch Sokołówka) ist ein Dorf in der ukrainischen Oblast Iwano-Frankiwsk mit etwa 2200 Einwohnern (2001).

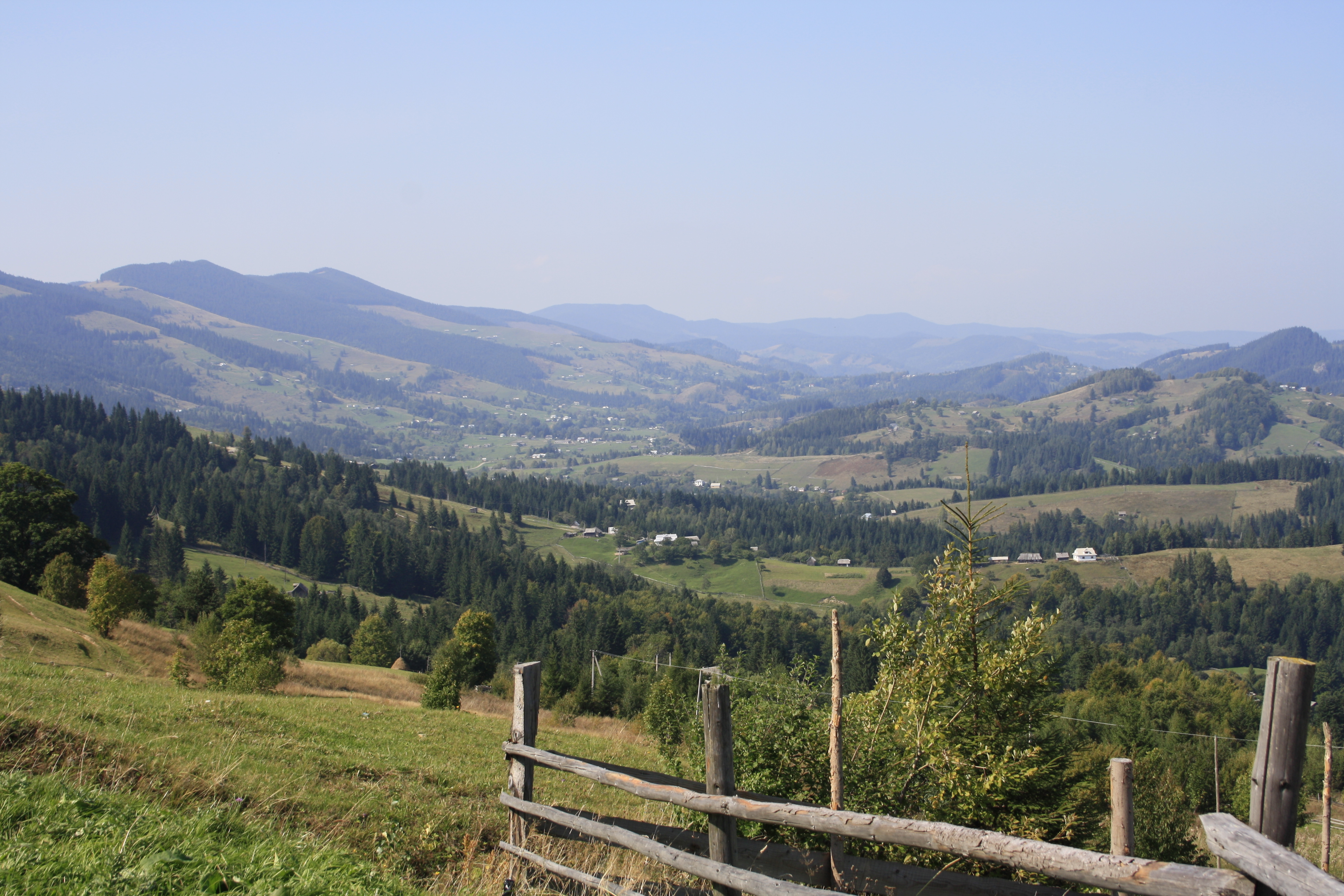
Panorama des Dorfes und der umliegenden Berge

Das erstmals 1630 schriftlich erwähnte Dorf (in der Geschichte der Städte und Dörfer der Ukrainischen SSR wird die zweite Hälfte des 14. Jahrhunderts als Ersterwähnungsdatum genannt) Sokoliwkaliegt in den Waldkarpaten im Osten der historischen Landschaft Galizien auf einer Höhe von 450 m am Ufer der Rybnyzja (Рибниця), einem 56 km langen, linken Nebenfluss des Pruth, 7 km südwestlich vom Rajonzentrum Kossiw und 96 km südlich vom Oblastzentrum Iwano-Frankiwsk.
Durch das Dorf verläuft die Regionalstraße P–24.
Ein Denkmal der Baukunst im Dorf ist die 1876 errichtete Holzkirche Kirche des Heiligen Geistes der Orthodoxen Kirche der Ukraine. In Sokoliwka wird unter anderem gewerbsmäßig Stickerei, Holzschnitzerei und Viehzucht betrieben.
Am 12. Juni 2020 wurde das Dorf ein Teil der neu gegründeten Stadtgemeinde Kossiw im Rajon Kossiw, bis dahin bildete es die Landratsgemeinde Sokoliwka (Соколівська сільська рада/Sokoliwska silska rada) im Zentrum des Rajons.